# دروازه‌های بهشت
دروازه‌های بهشت (انگلیسی: Gates to Paradise) یک فیلم درام به کارگردانی آندری وایدا است که در سال ۱۹۶۸ منتشر شد. از بازیگران آن می‌توان به لایونل استندر، متیو کریر، جنی اگاتر و فردی مین اشاره کرد. این فیلم در هجدهمین جشنواره بین‌المللی فیلم برلین به نمایش درآمد.